# Граф Джеллико

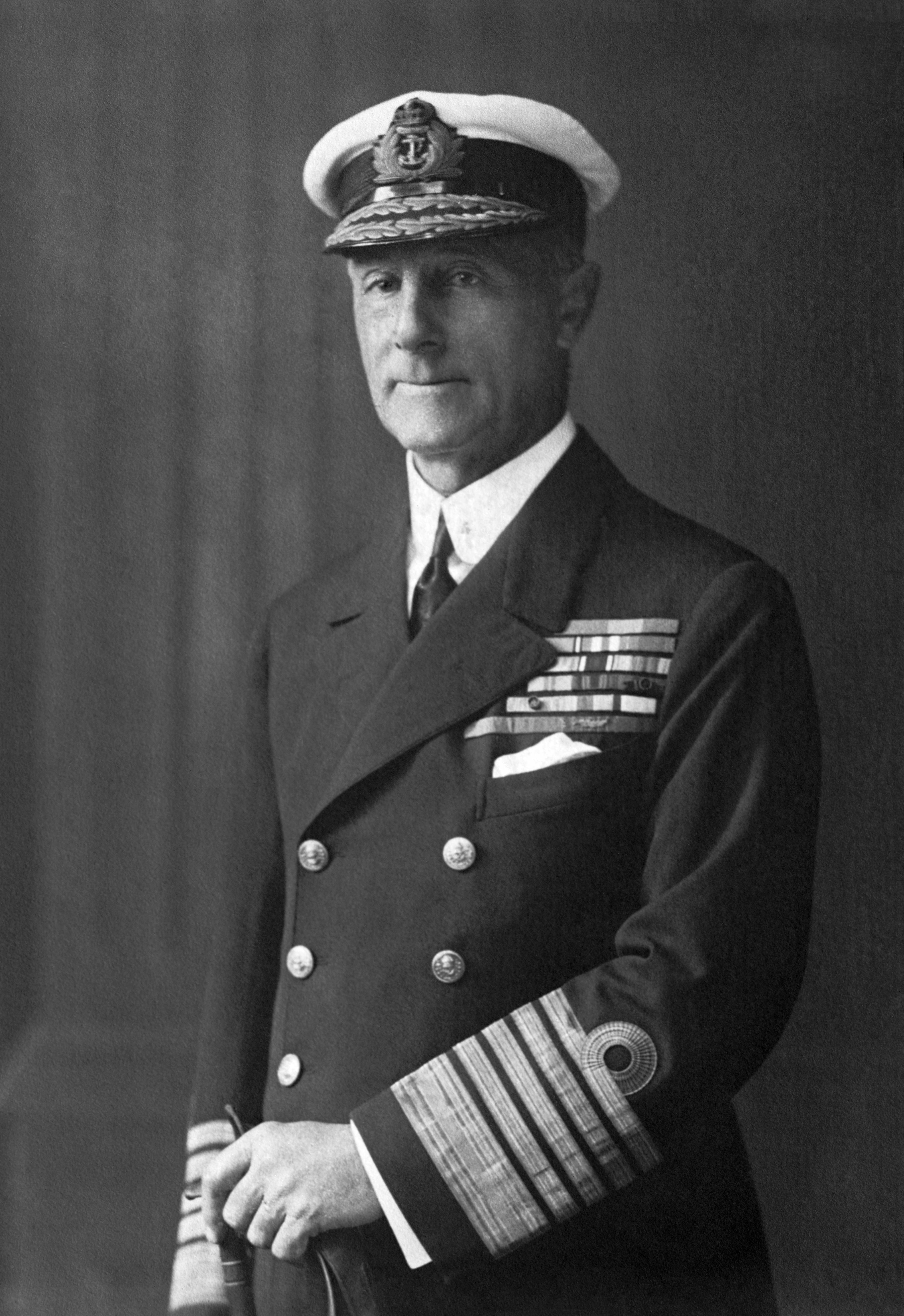
Адмирал Джон Рашуорт Джеллико, 1-й граф Джеллико (1859—1935)

Граф Джеллико (англ. Earl Jellicoe) — наследственный титул в системе Пэрства Соединённого королевства. Титул был создан 29 июня 1925 года вместе с дополнительным титулом виконта Брокаса из Саутгемптона в графстве Саутгемптон для британского адмирала флота Джона Джеллико, 1-го виконта Джеллико (1859—1935), генерал-губернатора Новой Зеландии (1920—1924).
15 января 1918 года для Джона Рашуорта Джеллико уже был создан титул виконта Джеллико из Скапа в графстве Оркни. Все титулы являлись пэрством Соединённого королевства, они могли передаваться наследникам мужского и женского пола. В момента создания титула виконта у адмирала было Джеллико было пять дочерей, но не было ни одного сына. Его единственный сын родился спустя три месяца.
Старший сын и наследник графа Джеллико использует титул учтивости — «Виконт Брокас». Название титула виконта происходило от прабабки адмирала Джейлико, Джейн Элизабет, дочери сэра Джеймса Уэлли-Смайт-Гардинер, 2-го баронета из Рош Корт в Фархэме, последнего представителя рода Брокасов из Борепера, Шерборн Сент-Джонс в графстве Хэмпшир. Брокасы имели гасконские корни, из их рода происходили королевские шталмейстеры и егермейстеры (с XIV по XVII века).
В 1935 году графский титул унаследовал его единственный сын, Джордж Патрик Джон Рашуорт Джеллико, 2-й граф Джеллико (1918—2007). Он служил в Колдстримской гвардии, в подразделении британских коммандос № 8 Особой воздушной службы и Особой лодочной службе во время Второй мировой войны. Позднее он стал дипломатом и консервативным политиком, занимал должности Первого лорда Адмиралтейства (1963—1964), Лорда-хранителя Малой печати и лидера Палаты лордов (1970—1973). В 1999 году он получил звание пожизненного пэра в качестве барона Джеллико из Саутгемптона, Саутгемптон, в графстве Хэмпшир и сохранил своё место в Палате лордов после принятия акта о пэрах 1999 года. Вплоть до своей смерти в 2007 году 2-й граф Джеллико являлся старейшим парламентарием в Палате лордов и старейшим депутатом в мире, заняв своё место в 1939 году.

## Графы Джеллико (1925)
- 1925—1935: Джон Рашуот Джеллико, 1-й граф Джеллико (5 сентября 1859 — 20 ноября 1935), второй сын Джона Генри Джеллико (1825—1914);
- 1935—2007: Джордж Патрик Джон Рашуот Джеллико, 2-й граф Джеллико (4 апреля 1918 — 22 февраля 2007), единственный сын предыдущего;
- 2007 — настоящее время: Патрик Джон Бернард Джеллико, 3-й граф Джеллико (род. 29 апреля 1950), старший сын предыдущего от первого брака;
  - Наследник: Джастин Амадей Джеллико, виконт Брокас (род. 1970), единственный сын предыдущего от первого брака.